# Erzinsky (huyện)
Huyện Erzinsky (tiếng Nga: ? райо́н) là một huyện hành chính tự quản (raion), của Tuva, Nga. Huyện có diện tích 10661 km², dân số thời điểm ngày 1 tháng 1 năm 2000 là 9200 người. Trung tâm của huyện đóng ở Erzin.